# Puente Euskalduna
El puente Euskalduna es un puente sobre la ría de Bilbao, en Vizcaya, País Vasco (España).

## Historia
Su apertura se realizó el 18 de abril de 1997 y su autor fue el ingeniero Javier Manterola. Este viaducto, situado entre la plaza del Sagrado Corazón de Jesús y Botica Vieja, sobre los antiguos Astilleros Euskalduna, absorbe gran parte del tráfico del puente de Deusto. Obra singular, ideada para facilitar un acceso directo a los automovilistas del Valle de Asúa  con la autopista A-8, con dirección a San Sebastián, Vitoria y Santander. Una torre de iluminación de 45 metros de altura otorga al proyecto su elemento emblemático.
Junto a un extremo del puente, a las proximidades del parque Casilda Iturrizar, se encuentra el Palacio de Congresos y de la Música, conocido como Palacio Euskalduna, nombre tomado de los Astilleros sitos en ese mismo lugar, clausurados a finales de los 80, de donde también toma nombre el puente.
La construcción de este puente impide el acceso a las embarcaciones que tengan una altura superior a la del ojo del mismo, lo cual ha cerrado la parte superior de la ría de Bilbao a barcos grandes y dejado sin sentido la apertura de los puentes levadizos de Deusto y del Ayuntamiento.
- Datos: Q3396530
- Multimedia: Puente Euskalduna / Q3396530